# 雫の反射 Complete of the My name is KAI Tour Vol.2
『雫の反射 Complete of the My name is KAI Tour Vol.2』（しずくのはんしゃ コンプリート・オブ・マイ・ネーム・イズ・カイ・ツアー・ボリューム2）は2001年にリリースされた、甲斐よしひろの3枚目のライブ・アルバム。

## 概要
前作『月の裏側 Complete of the My name is KAI Tour Vol.1』に続く、『Complete of the My name is KAI Tour』シリーズ第二弾。
本作は前作同様、2000年6月30日の名古屋を皮切りに、松山・大阪・福岡・東京・新潟・宮古島・仙台にて行なわれた、ギター1本一人きりの弾き語りツアー『一人きり甲斐よしひろ My name is KAI』での模様を収録している。
新星堂とTSUTAYAのみで発売され、新星堂で予約・購入すると、MC集が収録された特典CD『The My name is KAI Tour LIVE TALK vol.2』（KAICSP-2）が付いていた。
発売元・レーベルは、所属事務所『甲斐オフィス』内にあるファンクラブ『BEAT VISION』で、品番はKAIC-2。

## 収録曲
1. デッド・ライン
2. 港からやってきた女
3. 一世紀前のセックス・シンボル
4. 東京の一夜
5. ナイト・ウェイブ
6. 二色の灯
7. 噂
8. 薔薇色の人生
9. 裏切りの街角～ビューティフル・エネルギー
10. 甘いKissをしようぜ
11. 昨日なる鐘の音
12. 安奈
13. CRY